# Walter Iooss Jr.
Walter Iooss Jr. (Temple, 15 de setembro de 1943) é um premiado fotógrafo de esportes norte-americano, mais conhecido por seus inúmeros retratos de esportistas como Michael Jordan, Muhammad Ali, Tiger Woods, Kelly Slater, entre outros, e suas centenas de capas para a revista Sports Illustrated com atletas de todos os esportes e Sports Illustrated Swimsuit Issue, com modelos internacionais, em mais de cinquenta anos de associação com a revista.
Começou a fotografar para SI com apenas 17 anos, mesmo ano em que completou o ensino secundário e dois anos depois fez a primeira capa da revista. Nela, faria mais de 300 capas em cinco décadas. Entre 1968 e 1972, foi fotográfo exclusivo da Atlantic Records, onde fotografou artistas como Janis Joplin, James Brown e Jimmy Hendrix. 
Considerado um grande artista com uma carreira extraordinária pela revista TIME, recebeu em 2004 o  Lucie Award for Lifetime Achievement in Sports Photography, um dos mais prestigiados prêmios da fotografia mundial.